# Ronny Weiland

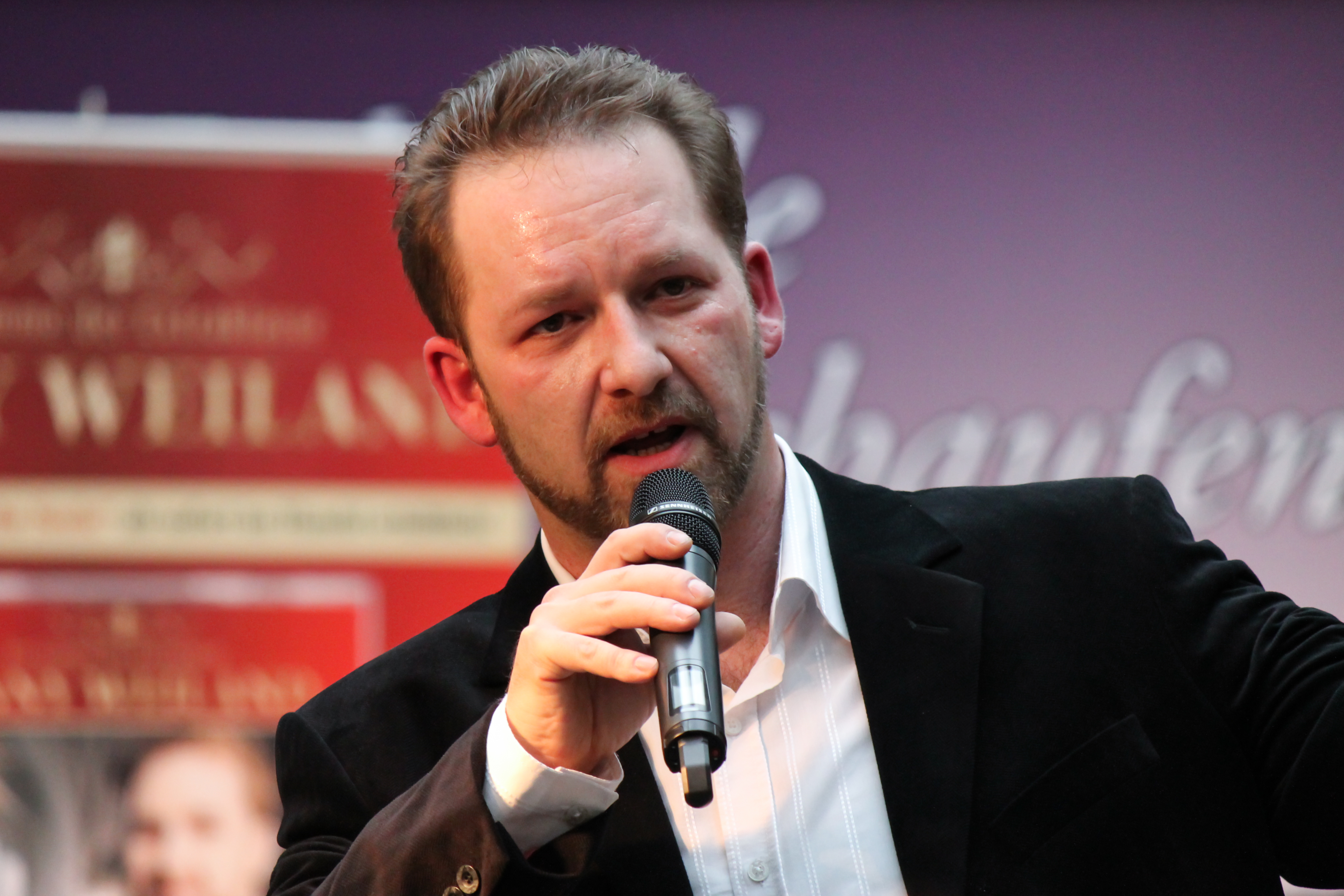
Ronny Weiland (2013)

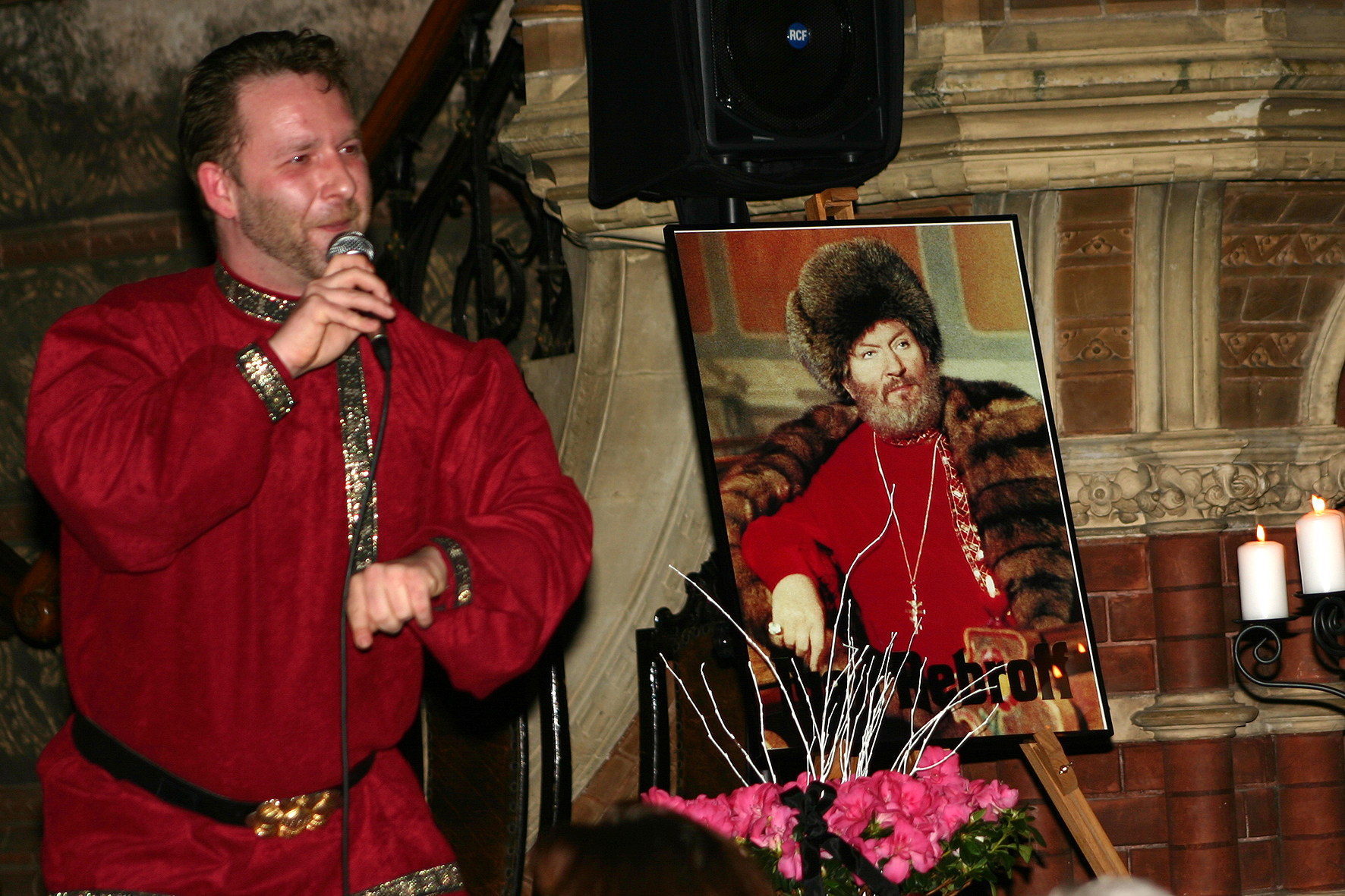
Der Sänger bei einem Gedenkkonzert für Ivan Rebroff

Ronny Weiland (* 25. Februar 1975 in Jena) ist ein deutscher Sänger (Stimmlage Bass) volkstümlicher Musik.

## Leben
Weiland wuchs in Apolda auf, ging hier zur Schule und zeigte dort bereits musikalisches Talent. So spielte er im örtlichen Spielmannszug Flöte. Nach dem Abschluss der Polytechnischen Oberschule ließ er sich zum Steinmetz ausbilden. Nachdem er in diesem Beruf einige Zeit mit Erfolg gearbeitet hatte, absolvierte er eine Ausbildung zum Steinmetz- und Steinbildhauermeister, die er 2001 erfolgreich abschloss. Sein Prüfungsstück ist in der Dresdner Frauenkirche zu besichtigen.
Im damaligen Heeresmusikkorps 13 Erfurt spielte er von 1996 bis 2000 die Spielmannsflöte. Seine gesangliche Karriere begann 2004 mit einem Auftritt bei einer Geburtstagsfeier. Seither nahm er Gesangsausbildung in der Franz-Liszt-Hochschule Weimar. Erste Solokonzerte folgten 2005, weitere zusammen mit den Wolga-Kosaken. Seine Ausbildung setzte er in Erfurt fort bei Wolfgang Schiller. In diesem Jahr spielte er die erste CD ein bei „Bach-Recording“. Seit 2006 trat er bei Festveranstaltungen auf und erlebte auch erste bundesdeutsche Auftritte zusammen mit anderen Volkmusikkünstlern.
Sein bisher größter Erfolg wurde sein erster Platz im Bundesmusikwettbewerb „Superstar der Volksmusik“. 2008 folgte eine Tour mit Gedenkkonzerten für Ivan Rebroff zusammen mit dessen Original-Musikensemble durch mehrere europäische Länder. 2009 rangierte er zwei Wochen auf Platz 1 der Hitparade von WDR 4.
Im Jahre 2009 absolvierte er zahlreiche Solokonzerte und Arrangements zu Veranstaltungen mit dem Alpentrio Tirol, der Starparade in Fulda, und gemeinsam zur Weihnachtstour 2009 mit Michael Hirte.
Sein Debüt-Album "Russische Seele" erschien bei Ariola/Sony Music.

## Preise
- 2007: „Superstar der Volksmusik“
- 2010: "Herzklopfen kostenlos" Publikumsliebling
- 2010: "Gesagt ist Gesagt" MDR Wettbewerb mit 53 % aller Zuschauerstimmen gewonnen

## Diskografie
- Du bist genau, was ich will – Koch Universal Music, P 2008[2]
- Die Mühlen, Koch Universal Music – P 2008
- Biersommer CD – für Vereinsbrauerei Apolda mit „Apoldaer Bierhymne“, 2008
- Sag mir Deine Sehnsucht – Maxi-Single
- Russische Seele – CD, Ariola 2011
- Russisches Gold – CD
- Nun auf in eine neue Zeit – CD
- Ronny Weiland singt große Erfolge – CD und DVD
- Die Uhr des Lebens – CD und DVD
- Ronny Weiland – CD, MCP, 2024